# Máta rolní
Máta rolní (Mentha arvensis) je nižší, vytrvalá plevelná bylina vyrůstající na vlhkých místech, druh obsahující množství aromatických silic které např. po rozemnutí natě unikají z jejích buněk.

## Výskyt
Máta rolní se mimo jihozápadních a jižních oblastí původně vyskytuje téměř v celé Evropě a směrem na východ až po západní Sibiř a Střední Asii. Zavlečena byla do východní Asie a do Severní Ameriky.
V České republice je považována za naturalizovaný archeofyt který vyrůstá téměř po celém území státu od nížin (tam hojněji) až po podhorské oblasti (tam vzácněji). Ke zdárnému růstu požaduje vlhká nebo zamokřená místa s hlubokou, kyprou, hlinitou, mírně kyselou až alkalickou půdou; na takové často vytváří souvislé porosty. Vyskytuje se na polích, úhorech, pastvinách, zahradách, skládkách zeminy, říčních naplaveninách, okolo polních a lesních cest i na vypuštěných dnech rybníků.

## Popis
Vytrvalá rostlina s přímou nebo na bázi vystoupavou lodyhou vysokou 20 až 50 cm která vyrůstá z podzemního, mělce kořenícího oddenku s tenkými lysými výběžky dlouhými až 15 cm a tlustými do 3 mm, někdy kořeny hlízovitě tloustnou. Čtyřhranná lodyha, často fialově naběhlá, je od spodu rozvětvená a oděná do směrem dolů ohnutých jednoduchých chlupů. Je porostlá vstřícně vyrůstajícími, křižmostojnými, krátce řapíkatými listy které mají elipsovité, vejčité nebo kopinaté, po okraji jemně oddáleně pilovité čepele, u báze jsou zúžené a na konci tupé nebo špičaté, celé roztroušeně porostlé jednoduchými chlupy a na spodní straně mají vyniklou žilnatinu s 5 až 7 postranními žilkami. Čepele bývají dlouhé až 8 cm a široké 3 cm, směrem vzhůru pak přecházejí v listeny které se postupně zmenšují.
V horní části lodyhy, v úžlabí listenů podobných lodyžním listům, vyrůstají na 1,5 až 4 mm dlouhých stopkách drobné, souměrné květy sestavené do oddálených, hustých, kulatých lichopřeslenů. Oboupohlavní květy mají široký, zvonkovitý, odstále chlupatý kalich, asi 2,5 mm dlouhý, který je do pětiny až čtvrtiny délky členěný do pěti širších trojúhelníkovitých cípů, jeho v ústí lysá kališní trubka má deset žilek. Modrofialová, fialová nebo řidčeji bílá koruna má krátkou, v ústi brvitou trubkou s nepravidelným čtyřcípým lemem (horní dva cípy srostly v horní pysk). Z ústí koruny vynikají čtyři stejně dlouhé, lysé tyčinky s prašníky. Rostliny kvetou obvykle od července do září, opylovány jsou hmyzem hledajícím ve květech nektar. Plody jsou téměř 1 mm dlouhé, světle hnědé tvrdky držené po čtyřech na dně trvalého kalichu. Jsou vejčitého až oválného tvaru, na příčném řezu trojboké, jemně zrnité a na bázi mají bělavé masíčko.

## Variabilita
Máta rolní je po morfologické stránce velmi proměnlivý druh. Rostliny z různých typů stanovišť se odlišují výškou, rozvětvením, ochlupením, tvarem listů, délkou stopek květů apod. V minulosti se druh dělil do mnoha poddruhů nebo variet, což se v současnosti opustilo. Soudí se, že tato proměnlivost a jednotlivé morfotypy jsou jen výsledkem rozsáhlé genotypové různorodosti a fenotypové plasticity.

## Rozmnožování
Na jedné rostlině máty rolní může uzrát až několik stovek tvrdek které snadno roznáší voda, vítr i živočichové. Semena potřebují přezimování v půdě, dobře klíčí až další rok po dozrání, nejlépe z povrchu nebo z hloubky do 2 cm. V ulehlé půdě si semena podržují klíčivost po několik let. Na kyprých, úrodných půdách se máta rolní nejčastěji rozšiřuje úlomky oddenků (stačí 3 cm dlouhé) které jsou zanášeny do okolí při zpracovávání půdy. Přestože na vlhkých polích zapleveluje téměř všechny plodiny, je považována za méně významný plevelný druh.

## Křížení
Máta rolní se, podobně jako ostatní druhy máty, samovolně kříží s jinými druhy. V ČR lze ve volné přírodě nalézt převážně tyto křížence máty rolní:
- Máta dalmatská (Mentha ×dalmatica) Tausch (M. arvensis × M. longifolia)
- Máta jemná (Mentha ×gracilis) Sole (M. arvensis × M. spicata)
- Máta přeslenitá (Mentha ×verticillata) L. (M. aquatica × M. arvensis)[8]

## Význam
Nať obsahuje hodně silic, například mentolu má více než máta peprná, přesto pro celkově nevhodné složení silic nebyla zavedena do řízeného pěstování a průmyslového využití. V lidovém lékařství je využívána jako karminativum.

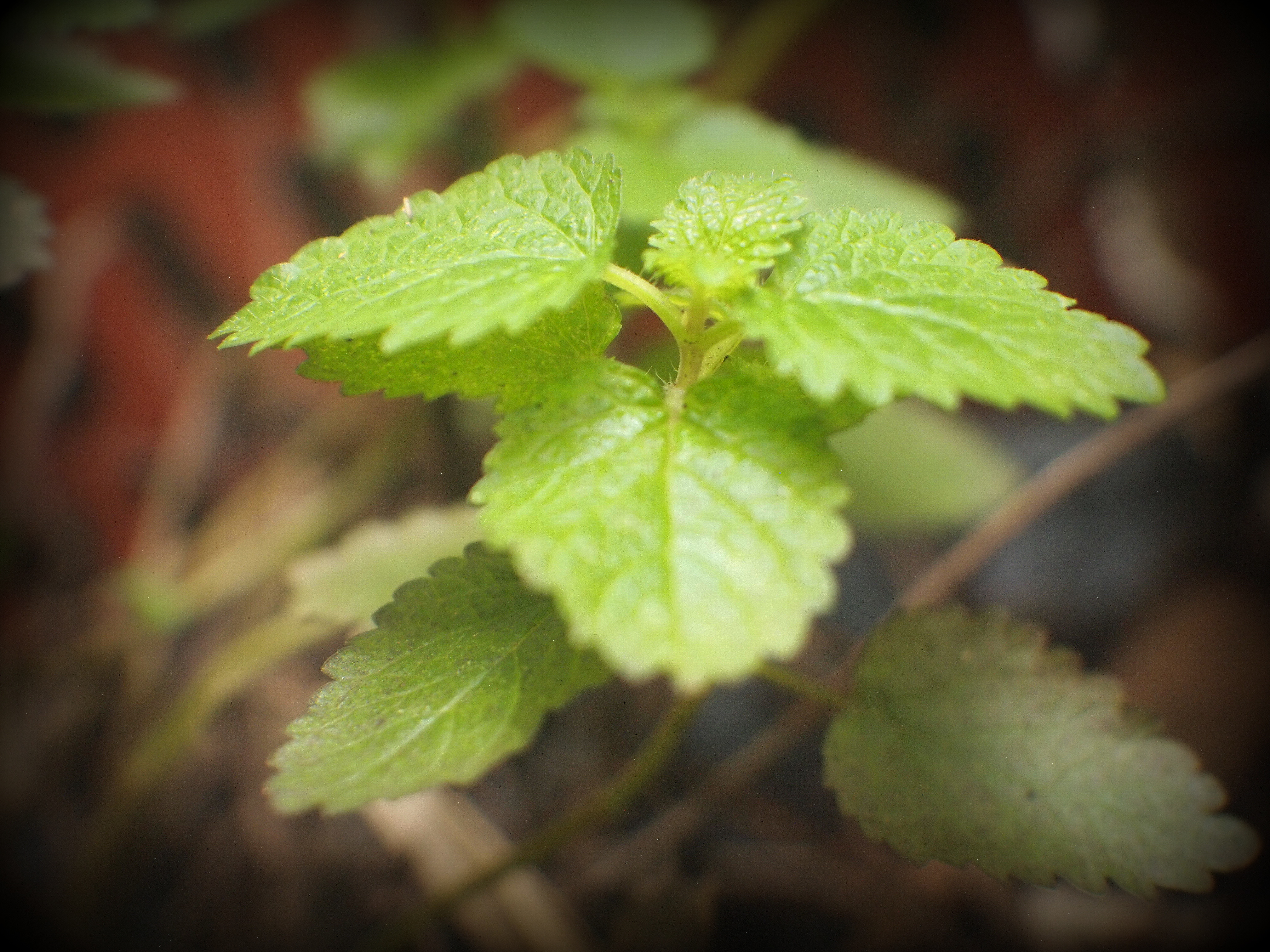
Mladé listy
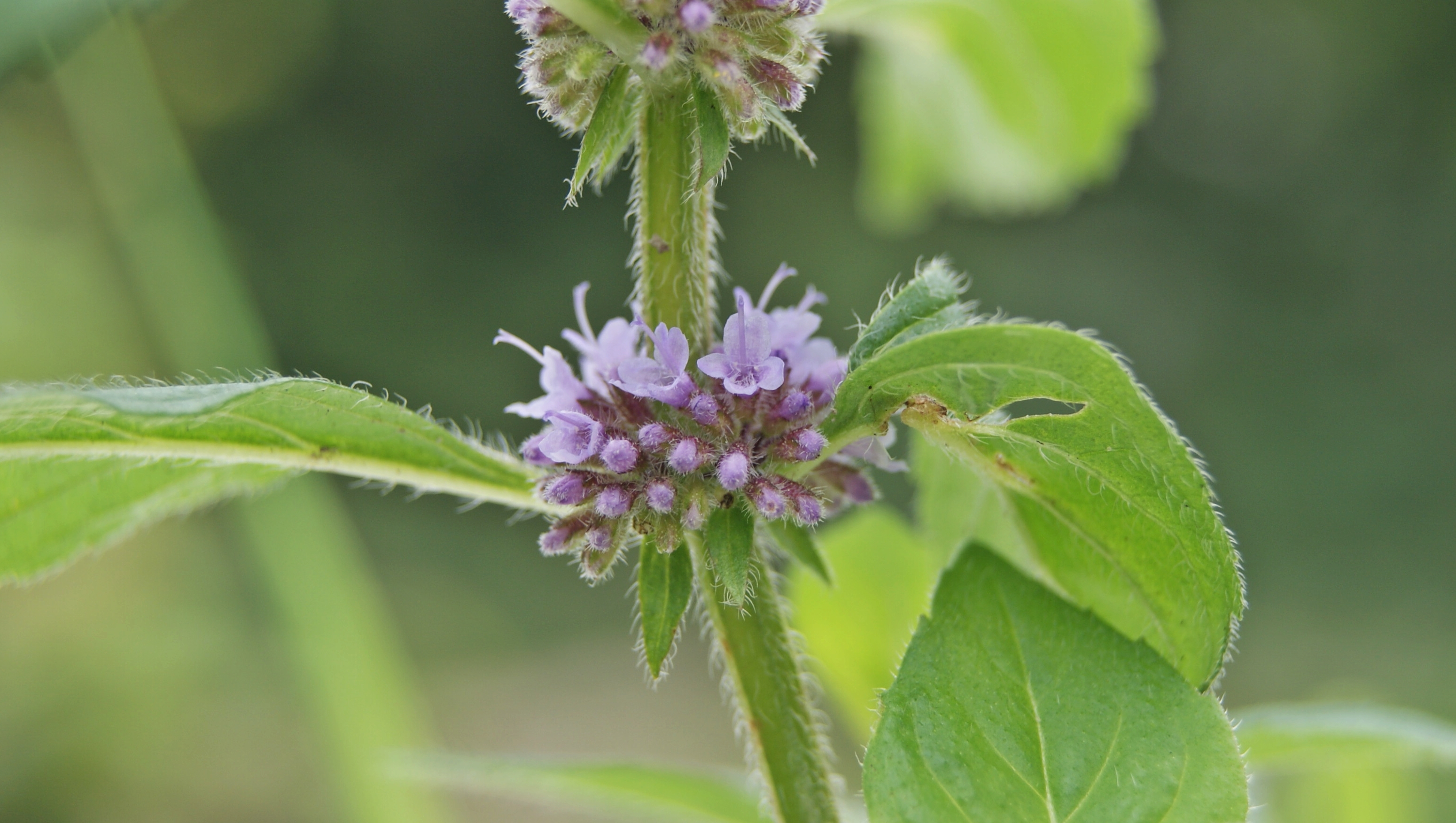
Květenství
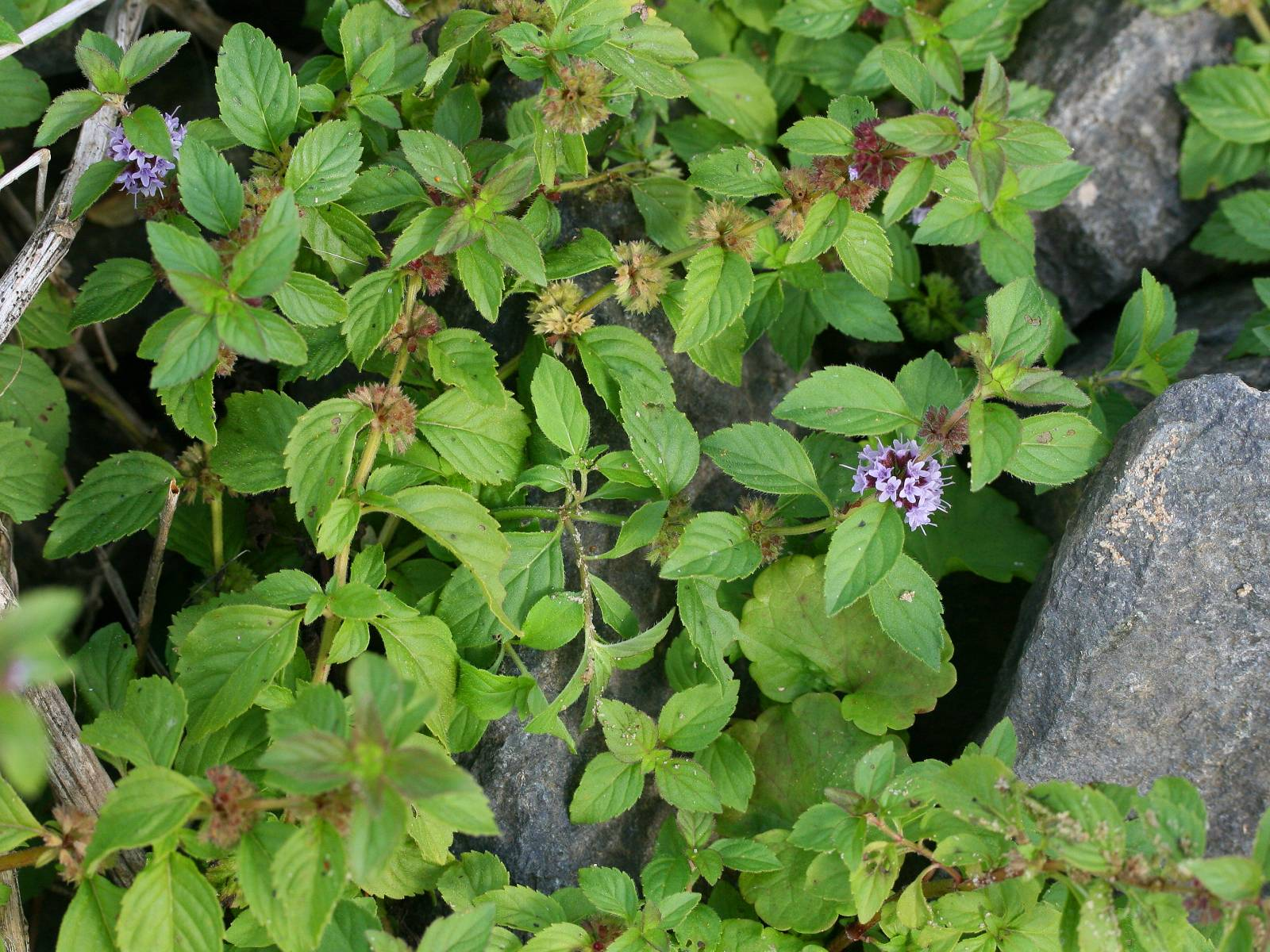
Odkvétající porost